# トヨタ紡織
トヨタ紡織株式会社（トヨタぼうしょく、英: TOYOTA BOSHOKU CORPORATION）は、自動車内装品と自動車用フィルターが主力の自動車部品メーカー。本社は愛知県刈谷市豊田町1-1に所在。東京証券取引所プライム市場上場、証券コード3116。

## 概要

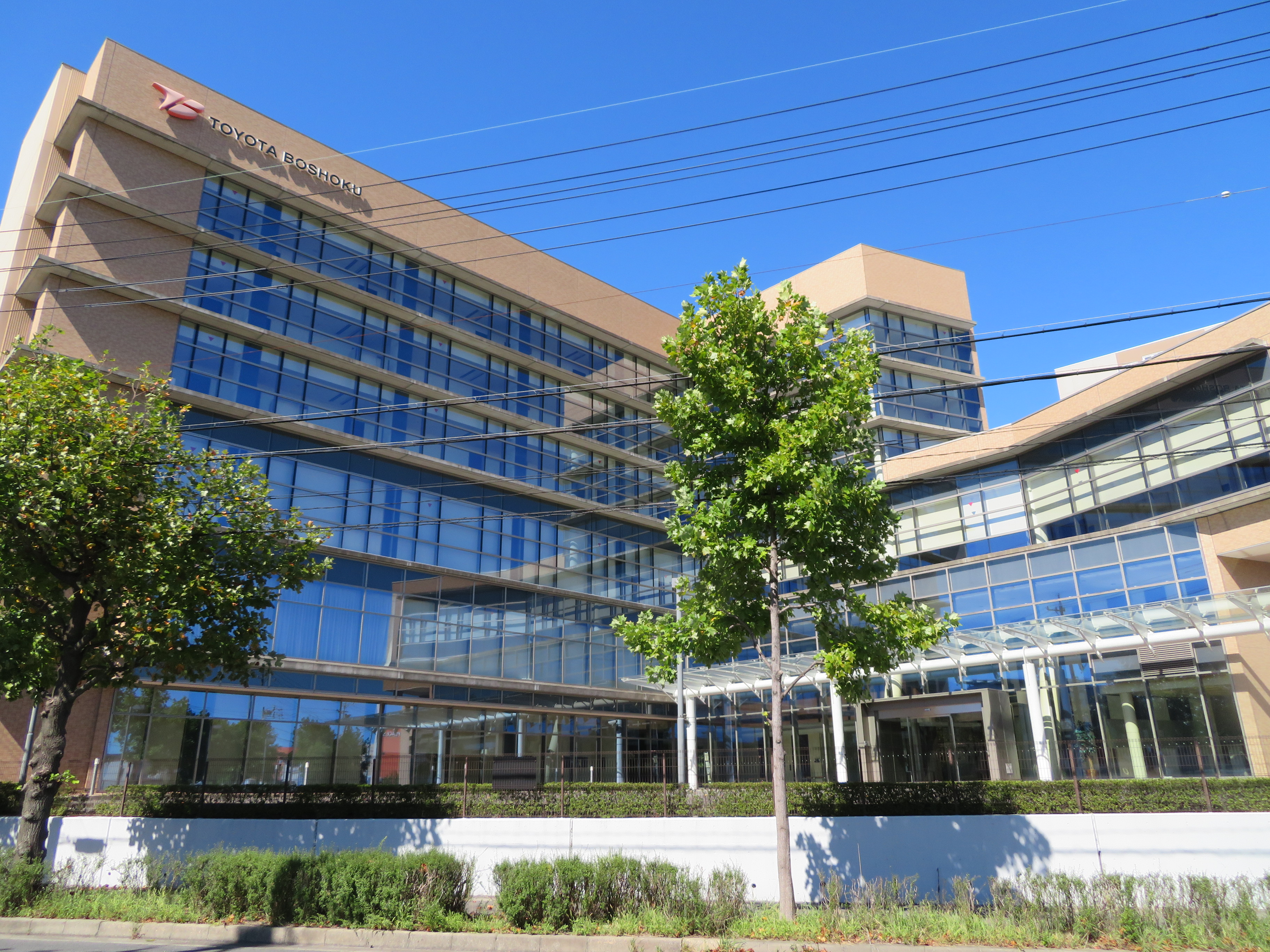
グローバル研修センター（豊田市大林町）

- 1918年（大正7年）1月30日の豊田紡織株式会社の設立をもって創業としている。創業者・豊田佐吉が自ら発明した自動織機を使って創めた製織・紡績業が淵源であり、そのため現在でも社名に「紡織」の名がついている。
- 現在の主力製品はシート骨格・メカ機能や内装用の繊維製品など自動車内装品である。また、羽毛・羊毛や毛糸などの繊維製品もこの他に手掛けている。
- 三井住友アセットマネジメントが販売するトヨタグループ株式ファンドを構成する会社である。
- トヨタグループ内では「TB」の略称で表記される。

## ロゴマーク（社章）
Toyota BoshokuのTとBを組み合わせた意匠となっている。
”柔らかくかつスピード感あふれるフォルムは、躍動感、ワクワク感を抱かせる,,
トヨタ紡織の未来をイメージしている。

## 沿革
1918年（大正7年）に設立された豊田紡織をルーツとする。この豊田紡織から豊田自動織機製作所（現・豊田自動織機）が生まれ、さらに豊田自動織機製作所からトヨタ自動車工業（現・トヨタ自動車）や豊田製鋼（現・愛知製鋼）が誕生し、現在のトヨタグループを形成する各企業が派生していった。
しかし、豊田紡織は1942年（昭和17年）に豊田系や東洋棉花系の紡織会社5社のうちの1社として、中央紡績に統合されて解散した。その中央紡績も1943年（昭和18年）にトヨタ自動車工業に吸収合併された。1950年（昭和25年）にトヨタ自動車工業紡織部が民成紡績として分離独立した。

### 年表
- 1911年（明治44年）10月 - 愛知県愛知郡中村大字栄字米田（現・名古屋市西区則武新町4丁目）に3,000坪の土地を借り、工場建設に着手[2]。
- 1912年（大正元年）9月 - 豊田自働織布工場として完成。
- 1914年（大正3年）2月 - 豊田自働紡織工場と改称。
- 1918年（大正7年）1月30日 - 豊田自働紡織工場を株式会社に改組し、豊田紡織株式会社を設立（社長：豊田佐吉、常務：豊田利三郎、取締役：藤野亀之助、監査役：児玉一造）[2]。
- 1921年（大正10年） - 中華民国の上海に株式会社豊田紡織廠を設立。
- 1923年（大正12年） - 愛知県碧海郡刈谷町（現・刈谷市）に刈谷試験工場（現・刈谷工場）を新設。
- 1931年（昭和6年） - 世界恐慌時の綿業不況に伴う経営合理化のため、豊田佐助の菊井紡織株式会社を吸収合併、豊田紡織南工場と改称。
- 1932年（昭和7年） - 刈谷工場に豊田佐吉像建立。
- 1942年（昭和17年）3月11日 - 豊田紡織、豊田押切紡織、中央紡織、内海紡織、協和紡織が合併して中央紡績を設立[4]。
- 1943年（昭和18年）11月3日 - 中央紡績がトヨタ自動車工業に吸収合併[4]。
- 1950年（昭和25年）5月15日 - トヨタ自動車工業紡織部が民成紡績として分離独立[3]。
  - 同時に繊維業種で名古屋証券取引所一部に上場。
- 1964年（昭和39年） - 名古屋市内にボウリング場を開業。
  - ただし、3年後には紡績業に専念する経営方針を定めたため撤退。
- 1967年（昭和42年） - 豊田紡織と社名変更。
- 1972年（昭和47年） - イグニッションコイルを皮切りに、自動車用シートファブリック（表皮）など自動車部品へ進出。
- 1985年（昭和60年） - 日本電装（当時）から移管を受けたエアフィルターの本格生産を開始。
- 2000年（平成12年）
  - 東証一部に上場。
  - 豊田化工株式会社と合併。
- 2004年（平成16年） - タカニチ（旧・高島屋日発工業で髙島屋、日本発条系）とアラコ（内装・シート部門）と合併し、トヨタ紡織と社名変更（合併比率はアラコ、タカニチ、豊田紡織で、2.85：21.5：1）[5]。
- 2005年（平成17年）
  - トヨタ紡織フランスを設立。
  - 佛山豊田紡織汽車零部件を設立
  - アジア・オセアニア地域の統括会社として、トヨタ紡織アジアが事業開始（設立は2001年6月）。
  - 北中南米地域の統括会社として、トヨタ紡織アメリカが事業開始（設立は2001年5月）。
  - ヨーロッパ地域の統括会社として、トヨタ紡織ヨーロッパを設立。
  - トヨタ紡織南アフリカを設立。
  - 天津豊愛汽車座椅部件を設立。
- 2006年（平成18年）
  - トヨタ紡織ロシアを設立。
  - トヨタ紡織カナダを設立。
  - トヨタ紡織滋賀を設立。
- 2007年（平成19年）
  - トヨタ紡織ブラジルを設立。
  - トヨタ紡織ミシシッピを設立。
  - トヨタ紡織インディアナを設立
  - 中国地域の統括会社として、豊田紡織（中国）が事業開始（設立は2002年3月）。
- 2008年（平成20年）
  - トヨタ紡織ユニフォームを設立。
  - 技能系職場の核となる人材の育成を目的として、トヨタ紡織学園を設立。
  - 刈谷工場敷地内にトヨタ紡織基礎研究所を設立。素材科学・バイオ科学・人間工学を研究分野とする。
  - オートモーティブテクノロジーシステムズ（現・トヨタ紡織イリノイ）を設立。
  - トヨタ紡織ソマンを設立。
- 2009年（平成21年）
  - TBAIポーランドを設立。
  - 富士裾野工場が生産開始。
  - 関東シート製作所を子会社化し、トヨタ紡織東北に社名変更。
  - TBカワシマを設立。
- 2010年（平成22年）
  - 猿投開発センター2号館を竣工。
  - 長春富維豊田紡織汽車飾件を設立。
- 2011年（平成23年）
  - 4月 - 上海国際モーターショーに初出展。
  - TBソーテックメキシコを設立。
  - 紡織オートモーティブポーランドを設立。
  - システムズオートモーティブインテリアを設立。
  - 欧州でのデザインスタジオとして、トヨタ紡織ミラノデザインブランチを設立。
- 2012年（平成24年）
  - 4月 - 北京モーターショーに初出展[6]。
  - 紡織オートモーティブチェコを設立。
  - TBソーテックトルコを設立。
- 2013年（平成25年）
  - 2月 - ハイブリッドカー用モーターコアの製造に新規参入[7]。
  - 4月 - 北陸新幹線の最高級座席グランクラスのシートを受注[8]。
  - トヨタ紡織ラオスを設立。
  - 瀋陽豊田紡織汽車部件を設立。
  - 河源豊田紡織汽車部件を設立。
  - 紡織オートモーティブ（タイランド）を設立。
  - 11月 - BMWからシート初受注[9]。
- 2015年（平成27年）
  - 4月 - 企業内託児所を開設[10]。
  - 4月 - 全日本空輸から国内線で運航しているボーイング社製中型機のシート交換の受注を発表[11]。
  - 11月 - アイシン精機（現・アイシン）とシロキ工業（現・アイシンシロキ）のシート骨格機構部品事業を譲受[12]。
- 2016年（平成28年）3月 - 紡織オートモーティブヨーロッパ、紡織オートモーティブポーランド、紡織オートモーティブチェコの全株式売却を発表[13]。
- 2019年（令和元年）9月 - マツダ系2社（デルタ工業、東洋シート）とアメリカ合衆国での合弁会社設立を発表[14]。
- 2022年（令和4年）4月 - 刈谷本社内に歴史未来館が竣工[15]。

## 役員

### 歴代社長
- 好川純一（1996年 - 2004年）
- 本並正直（2004年 - 2006年）
- 豊田周平（2006年 - 2014年）
- 石井克政（2015年 - 2018年）
- 沼毅（2018年 - 2022年）
- 白柳正義（2022年 - ）

## 事業内容
- 内装システムサプライヤー事業と内装製品の製造および販売
  - シート・ドアトリム・フロアカーペット・天井イルミネーション等
- 自動車用フィルターおよびパワートレイン機器部品の製造および販売
  - オイルフィルター・キャビンエアフィルター・クリーンエアフィルタ等
  - ハイブリッドシステム用モーターコア構成部品
  - スタックマニホールド（燃料電池車関連部品）
  - セルセパレータ（燃料電池車関連部品）
  - 二輪車用イグニションコイル等
- その他自動車関連部品の製造および販売
  - フェンダーライナー
  - エンジンアンダーカバー
  - 補給用バンパー等
- 繊維関連製品の製造および販売
  - シートファブリック
  - カーテンシールドエアバッグ
  - ユニフォーム他繊維製品の企画・製造・販売
- 自動車以外（新規事業）
  - 北陸新幹線E7系の「グランクラス」シート
  - 航空機向けシート - ANA国内線のボーイング社製中型機のシート交換
  - ヌノカベ - 住宅用壁紙装飾材

## 国内生産拠点
現在
- 本社／刈谷工場 - 愛知県刈谷市豊田町（旧・豊田紡織）
- 大口工場 - 愛知県丹羽郡大口町（旧・豊田紡織）
- いなべ工場 - 三重県いなべ市員弁町大泉（旧・豊田紡織）
- 木曽川工場 - 愛知県一宮市木曽川町外割田（旧・豊田化工）
- 堤工場 - 愛知県豊田市若林西町（旧・豊田紡織）
- 岐阜工場 - 岐阜県岐阜市柳津町（旧・豊田紡織）
- 猿投工場 - 愛知県豊田市亀首町（旧アラコ）
- 高岡工場 - 愛知県豊田市大島町（旧タカニチ）
- 土橋工場 - 愛知県豊田市清水町（旧タカニチ）
- 藤岡工場 - 愛知県豊田市西中山町（旧タカニチ）
- 豊橋北工場 - 愛知県豊橋市明海町（旧アラコ）
- 豊橋南工場 - 愛知県豊橋市明海町（旧タカニチ）
- 豊橋東工場 - 愛知県豊橋市明海町（旧・豊田紡織）
- 田原工場 - 愛知県田原市浦町（新工場）
- 東京工場 - 東京都羽村市神明台（旧タカニチ）

過去
- 富士裾野工場 - 静岡県裾野市須山（新工場）※2020年12月末に閉鎖された。

## 非生産拠点
- グローバル研修センター - 愛知県豊田市大林町
- 技能育成センター・トヨタ紡織学園 - 愛知県豊田市西中山町
- 多治見技術センター - 岐阜県多治見市笠原町
- 東京支社 - 東京都千代田区丸の内トラストタワー
- 大阪営業所 - 大阪府豊中市新千里西町
- TOYOTA BOSHOKU MILAN DESIGN BRANCH - イタリアミラノ

## 関係会社

### 国内
- TBコーポレートサービス株式会社（豊田市）
- 株式会社TBテクノグリーン（豊田市）
- TB物流サービス株式会社（豊田市）
- 株式会社セイワ（広島県尾道市）
- 株式会社テクニカルリンクスデザイン（愛知県日進市）
- トヨタ紡織九州株式会社（佐賀県神埼市）
- TBソーテック九州株式会社（佐賀県唐津市）- トヨタ紡織九州の100%子会社
- TBソーテック関東株式会社（静岡県御殿場市）
- トヨタ紡織滋賀株式会社（滋賀県甲賀市）
- アラコ株式会社（豊田市）- 前身の一つであるアラコ株式会社とは別法人
- 株式会社TBエンジニアリング（豊田市）
- TBクリエイトスタッフ株式会社（豊田市）
- TBユニファッション株式会社（名古屋市）
- 株式会社コベルク（刈谷市）
- トヨタ紡織精工株式会社（愛知県高浜市）
- トヨタ紡織東北株式会社（旧・株式会社関東シート製作所、岩手県北上市）
- 株式会社TBソーテック東北（岩手県奥州市）- トヨタ紡織東北の100%子会社
- ナルコ株式会社（豊田市）
- ハイニード工業株式会社（岐阜県不破郡関ケ原町）
- 東海化成工業株式会社（岐阜県可児郡）
- TBカワシマ株式会社（滋賀県愛知郡）

### 海外

#### 北中南米地域
- トヨタ紡織アメリカ（アメリカ、ケンタッキー州）：地域統括会社
  - ARJ マニファクチュアリング（テネシー州）
  - TBDN テネシー（テネシー州）
  - トヨタ紡織 インディアナ（インディアナ州）
  - トヨタ紡織 イリノイ（イリノイ州）
  - トヨタ紡織 ケンタッキー（ケンタッキー州）
  - トヨタ紡織 ミシシッピ（ミシシッピ州）
  - トヨタ紡織 テネシー（テネシー州）
  - システムオートモーティブインテリア（ミシシッピ州）
  - TBカワシマUSA（サウスカロライナ州）
  - トヨタ紡織 カナダ（カナダ、オンタリオ州）
  - TB メキシコ（メキシコ、コアウイラ州）
  - TB ソーテックメキシコ
  - TB 力ワテックスメキシコ
  - トヨタ紡織 アルゼンチン（アルゼンチン、ブエノスアイレス州）
  - トヨタ紡織 ブラジル（ブラジル）

#### 中国地域
- 豊田紡織（中国）有限公司（中国、上海市）：地域統括会社
  - 上海豊田紡汽車部件有限公司（上海市）
  - 成都豊田紡汽車部件有限公司（四川省成都市）
  - 豊愛（広州）汽車座椅部件有限公司（広東省広州市）
  - 広州桜泰汽車飾件有限公司（広東省広州市）
  - 河源豊田紡織汽車部件（広東省河源市）
  - 崑山豊田紡汽車部件有限公司（江蘇省）
  - 寧波豊田紡織汽車部件有限公司（浙江省）
  - 天津豊愛汽車座椅部件有限公司（天津市）
  - 天津英泰汽車飾件有限公司（天津市）
  - 天津華豊汽車装飾有限公司（天津市）
  - 天津豊田紡汽車部件有限公司（天津市）
  - 長春富維豊田紡織汽車飾件有限公司（吉林省長春市）
  - 佛山豊田紡織汽車零部件有限公司（広東省）
  - 瀋陽豊田紡織汽車部件有限公司（遼寧省瀋陽市）
  - 青島英聯精密模具有限公司（山東省青島市）
  - 川島織物（上海）有限公司（上海市）

#### アジア・オセアニア地域
- トヨタ紡織 アジア（タイ、サムットプラカーン県）：地域統括会社
  - トヨタ紡織 オートモーティブ インディア（インド、バンガロール市）
  - TBカワシマインディア
  - トヨタ紡織 インドネシア（インドネシア、ブガシ市）
  - トヨタ紡織 UMW（マレーシア、シャーラム市）
  - トヨタ紡織 フィリピン（フィリピン、ラグナ州）
  - 新三興股份有限公司（台湾、新竹県）
  - 紡織オートモーティブ（タイランド）（タイ、ラヨーン県）
  - SK オートインテリア（タイ、チャチューンサオ県）
  - STB テキスタイルズ インダストリー（タイ、チョンブリー県）
  - タイ シートベルト（タイ、チョンブリー県）
  - トヨタ紡織 フィルトレーションシステムタイランド（タイ、ラヨーン県）
  - トヨタ紡織 ゲートウェイタイランド（タイ、チャチューンサオ県）
  - トヨタ紡織 サイアムメタル（タイ、チョンブリー県）
  - トヨタ紡織 ハイフォン（ベトナム、ハイフォン市）
  - トヨタ紡織 ハノイ（ベトナム、ビンフック省）
  - トヨタ紡織 ラオス（ラオス）
  - トヨタ紡織 オーストラリア（オーストラリア、ビクトリア州）

#### 欧州・アフリカ地域
- トヨタ紡織 ヨーロッパ（ベルギー、ザベンタム市）：地域統括会社
  - トヨタ紡織 フランス（フランス、ノール県オナン市）
  - トヨタ紡織 ソマン（フランス、ノール県ソマン市）
  - TBAI ポーランド（ポーランド、ドルノ・シロンスク県）
  - TBMECA ポーランド（ポーランド、レグニツァ市）
  - トヨタ紡織 ロシア（ロシア、サンクトペテルブルク市）
  - トリムリーダー（スロバキア、マルティン市）
  - メガテック紡織ヨーロッパ（チェコ）
  - トヨタ紡織 トルコ（トルコ、サカリヤ県）
  - TBソーテックトルコ（トルコ）
  - トヨタ紡織 南アフリカ（南アフリカ共和国、クワズール・ナタール州）

## 提携関係
以下は関係会社の共同出資などを行っている会社である。

### 国内
- アイシン
- デンソー
- トヨタ車体
- 豊田通商
- トヨタ自動車東日本
- 川島織物セルコン
- 飯島産業
- 東海興業
- オーツカ
- 三井物産オートモーティブ
- 住友理工
- シロキ工業
- トヨタホーム

### 海外
- ジョンソンコントロールズ
- 第一汽車
- 一汽富維
- 広州汽車零部件有限公司
- Mecaplast
- レラングループ
- オートニウムホールディングス
- タールリミテッド

## 広告協賛
- ラジオ
  - SPORT TIPS（ZIP-FM「MORNING CHARGE」内プログラム。月～木[注釈 1]）

## スポーツ活動
女子バスケットボール部、陸上競技部、ボート部の存在が広く知られている。
女子バスケットボール部は、トヨタ紡織サンシャインラビッツとしてWリーグに参加している。子会社のトヨタ紡織九州がトヨタ紡織九州レッド・トルネードとして日本ハンドボールリーグに参加している。